# اولگ چن
اولگ چن (انگلیسی: Oleg Chen؛ زادهٔ ۲۲ نوامبر ۱۹۸۸) یک وزنه‌بردار اهل روسیه است.
از افتخارات وی میتوان به کسب سه مدال نقره وزن ۶۹ کیلوگرم در مسابقات قهرمانی وزنه‌برداری جهان در سال‌های ۲۰۱۱، ۲۰۱۳ و ۲۰۱۵ اشاره کرد